# Pieríneos
[carece de fontes?]

Pieríneos (Pierinae) é uma grande subfamília de borboletas pieridae. A subfamília é um dos vários clados de borboletas frequentemente chamados de brancas.

## Espécies
Inclui as seguintes espécies (espécies adicionais podem ser encontradas sob as tribos listadas na caixa adjacente):
- Anthocharis belia
- Anthocharis cethura
  - Anthocharis cethura catalina
- Anthocharis damone
- Anthocharis euphenoides
- Anthocharis gruneri
- Anthocharis julia
- Anthocharis lanceolata
- Anthocharis limonea
- Anthocharis midea
- Anthocharis sara
  - Anthocharis sara thoosa
- Anthocharis scolymus
- Anthocharis stella
  - Anthocharis stella browningi
- Euchloe belemia
- Euchloe charlonia
- Euchloe crameri
- Euchloe olympia
- Phoebis avellaneda
- Pieris angelika
- Pieris brassicae
- Pieris marginalis
  - Pieris marginalis reicheli
- Pieris oleracea
  - Pieris oleracea frigida
- Pieris rapae
- Pieris virginiensis